# Georges Houssard
Georges-François-Eugène-Autregésile Houssard (19 octobre 1814, Cerelles - 7 juin 1885, Tours) est un avocat et homme politique français.

## Biographie
Avocat, il s'occupa surtout d'agriculture, devint maire de Chanceaux et de Sonzay et conseiller général d'Indre-et-Loire. Porté par un groupe de citoyens indépendants, il échoua, le 1er juin 1863, comme candidat d'opposition au Corps législatif, dans la 1re circonscription d'Indre-et-Loire, avec 4,543 voix contre 11,169 à l'élu officiel, Alexandre Goüin, et 4,082 à Armand Rivière, autre candidat d'opposition. Mais Alexandre Goüin ayant été nommé sénateur, Houssard fut élu, dans la même circonscription, le 4 janvier 1868, au second tour de scrutin, par 10,980 voix (18,657 votants, 26,753 inscrits), contre 7,625 à Eugène Goüin. Réélu aux élections générales du 24 mai de l'année suivante, par 19,010 voix (27,425 votants, 36,614 inscrits), contre 7,169 à Armand Rivière, il prit place dans le tiers-parti et vota la demande d'interpellation des 116. 
Les électeurs d'Indre-et-Loire l'élurent représentant à l'Assemblée nationale, le 8 février 1871, le 1er sur 6, avec 64,283 voix (73,000 votants, 96,790 inscrits) ; il fit successivement partie du groupe Casimir Périer et du groupe Wallon, et vota tantôt avec le centre droit, tantôt avec le centre gauche, pour la paix, pour les prières publiques, pour l'abrogation des lois d'exil, pour la prorogation des pouvoirs du Maréchal, pour la loi des maires, pour le ministère de Broglie, pour l'amendement Wallon, pour les lois constitutionnelles, contre l'amendement Barthe, contre le retour à Paris, contre le 24 mai, contre la démission de Thiers, contre la dissolution, contre l'amendement Pascal Duprat. 
En 1873, il fit à la tribune une déclaration formelle en faveur d'un gouvernement issu de la souveraineté nationale. Porté, aux élections sénatoriales du 30 janvier 1876, sur la liste conservatrice, il fut élu sénateur d'Indre-et-Loire par 184 voix sur 335 votants, et vota à la Chambre haute avec le centre constitutionnel ; il échoua au renouvellement triennal du 5 janvier 1879, avec 113 voix sur 334 votants, et rentra dans la vie privée.
Il fut président de la Société d'agriculture, arts, sciences et belles-lettres du département d'Indre-et-Loire et du Comité agricole à Tours.

## Sources
- « Georges Houssard », dans Adolphe Robert et Gaston Cougny, Dictionnaire des parlementaires français, Edgar Bourloton, 1889-1891 [détail de l’édition]
- Michel Laurencin, Dictionnaire biographique de Touraine, C.L.D, 1990,  p. 328 - 329, HOUSSARD Georges-Eugène (1814-1885).